# Sheer Heart Attack
Pour la chanson de l'album News of the World de Queen, voir Sheer Heart Attack (chanson).
Albums de Queen
Queen II
(1974) A Night At The Opera
(1975)
Singles
1. Killer Queen
Sortie : 11 octobre 1974
2. Now I'm Here
Sortie : 17 janvier 1975
3. Lily of the Valley
Sortie : avril 1975 (Japon)

Sheer Heart Attack est le 3e album studio du groupe de rock britannique Queen, sorti en 1974.

## Historique
Sheer Heart Attack est un album « patchwork » de sons et d'ambiances (illustré par la pochette qui montre les quatre membres du groupe placés dans tous les sens). Queen est au sommet de sa période glam rock avec des morceaux (In the Lap of the Gods, Killer Queen, ...) qui annoncent déjà la folie du prochain album à venir A Night at the Opera.
Cet album contient le succès Killer Queen, chanson écrite par Freddie Mercury, décrite comme un « chef-d'œuvre rock merveilleusement rosse traitant d'une call-girl de luxe ». Elle atteint la 2e place dans les classements britanniques. L'autre 45 tours extrait de l'album est Now I'm Here, écrite par Brian May qui signe aussi Brighton rock, marqué par un long instrumental et des sons de fête foraine en guise d'ouverture. Sheer Heart Attack contient aussi Stone Cold Crazy, parfois considérée comme un ancêtre du thrash metal. Si ce point de vue peut se discuter, il est vrai que le tempo très rapide et les riffs en staccato ont eu une grande influence sur des groupes comme Metallica (qui a d'ailleurs repris la chanson en 1992 lors du concert en hommage à Freddie Mercury. La chanson figure également sur leur album de reprises Garage Inc., paru en 1998. On peut d'ailleurs retrouver un peu de Stone Cold Crazy dans le titre Mean Street du Fair Warning de Van Halen). Le bassiste John Deacon compose sur cet album son 1er morceau, Misfire. La chanson She Makes Me, composée par Brian May, comprend un souffle pathologique, référence à l'hépatite B que le guitariste avait contractée pendant l'année 1974. Elle est à l'origine du nom de l'album.
La pochette de l'album est une photographie de Mick Rock montrant les quatre membres du groupe allongés les uns sur les autres et en sueur. Freddie Mercury affirme à son sujet : « Nous avons souffert le martyre pour la prendre. Nous sommes toujours aussi poseurs ».
Il fait partie des albums listés dans le livre Les 1001 albums qu'il faut avoir écoutés dans sa vie, qui le décrit comme ayant fait percer le groupe des deux côtés de l'Atlantique « grâce au rock gothique » de Brian May et « à la pop haute en couleur » de Freddie Mercury.

## Classements et certifications
| Pays                          | Meilleure position |
| ----------------------------- | ------------------ |
| Australie (Kent Music Report) | 19                 |
| Canada (RPM Top Albums)       | 6                  |
| États-Unis (Billboard 200)    | 12                 |
| Japon (Oricon)                | 23                 |
| Norvège (VG-lista)            | 9                  |
| Pays-Bas (Mega Album Top 100) | 7                  |
| Royaume-Uni (UK Albums Chart) | 2                  |

| Pays              | Ventes    | Certifications |
| ----------------- | --------- | -------------- |
| États-Unis (RIAA) | 500 000 + | Or             |
| Pologne (ZPAV)    | 20 000 +  | Platine        |
| Royaume-Uni (BPI) | 300 000 + | Platine        |

## Fiche technique

### TItres
| 1. | Brighton Rock      | Brian May       | 5:10 |
| 2. | Killer Queen       | Freddie Mercury | 3:00 |
| 3. | Tenement Funster   | Roger Taylor    | 2:46 |
| 4. | Flick of the Wrist | Freddie Mercury | 3:17 |
| 5. | Lily Of The Valley | Freddie Mercury | 1:45 |
| 6. | Now I'm Here       | Brian May       | 4:13 |

| 7.  | In the Lap of the Gods                   | Freddie Mercury | 3:22 |
| 8.  | Stone Cold Crazy                         | Queen           | 2:14 |
| 9.  | Dear Friends                             | Brian May       | 1:07 |
| 10. | Misfire                                  | John Deacon     | 1:49 |
| 11. | Bring Back That Leroy Brown              | Freddie Mercury | 2:15 |
| 12. | She Makes Me (Stormtrooper in Stilettos) | Brian May       | 4:09 |
| 13. | In the Lap of the Gods… Revisited        | Freddie Mercury | 3:45 |

| 14. | Stone Cold Crazy (1991 bonus remix by Michael Wagener) | 2:12 |

| 14. | Now I'm Here (live at Hammersmith Odeon, décembre 1975)                   | 4:27 |
| 15. | Flick Of The Wrist (BBC session, octobre 1974)                            | 3:26 |
| 16. | Tenement Funster (BBC session, octobre 1974)                              | 2:59 |
| 17. | Bring Back That Leroy Brown (a cappella mix 2011)                         | 2:18 |
| 18. | In the Lap of the Gods… Revisited (live at Wembley Stadium, juillet 1986) | 2:35 |

### Musiciens
- Roger Taylor : batterie, chant et chœurs, percussion
- Freddie Mercury : chant principal, piano
- John Deacon : guitare basse, guitare acoustique
- Brian May : guitares, chant, piano, banjo